# Henrik Seppik
Henrik Sepamaa (Pseudonym; eigentlich: Heinrich Richard Seppik) (* 27. Januarjul. / 9. Februar 1905greg. in Pärnu; † 4. Februar 1990 in Tallinn) war ein estnischer autodidaktischer Pädagoge und Grammatiker des Esperanto. Bis auf seine Haftzeit in stalinistischen Lagern von 1947 bis 1956 widmete er nahezu sein ganzes Berufsleben dem Esperanto als Volkshochschul- und reisender Lehrer, Übersetzer, Schriftsteller, Lektor, Verfasser von Wörterbüchern und einer Esperanto-Grammatik, schließlich als „Esperanto-Unternehmer“.

## Esperanto-Lehrer
Seppik schloss das renommierte Gustav-Adolf-Gymnasium in der estnischen Hauptstadt ab. Er lernte 1920 als Fünfzehnjähriger Esperanto. Von 1925 bis 1928 studierte er an der Philologischen Fakultät der Universität Tartu Romanistik und Estnische Philologie.
Zwischen 1924 und 1929 unterrichtete er die Plansprache Esperanto in zahlreichen Kursen in Tartu, Tallinn, Pärnu und Petseri. 1924 war er Lektor für Esperanto an der „Volksuniversität“ in Pärnu, 1928 in Tartu.
Das verbreitete Interesse an der „Friedenssprache“ Esperanto nach dem Ersten Weltkrieg in West- und Mittelosteuropa im Allgemeinen und die wohlwollende Haltung der jungen estnischen Republik im Besonderen schufen eine Nachfrage nach Esperanto-Unterricht, die es Seppik ermöglichte, als „Berufsesperantist“ seinen Lebensunterhalt zu bestreiten.
1929–1931 reiste er als Lehrer nach der von Andreo Cseh entwickelten „direkten Methode“ durch Schweden und unterrichtete in Massenkursen, 1932 war er Cseh-Lehrer in Norwegen, danach bis 1939 in Dänemark und der Tschechoslowakei.

## Esperanto-Unternehmer und -funktionär
Ergänzend gründete und leitete er die estnische Esperanta Turista Komisiono (ETK – Esperanto-Touristenkommission), die u. a. touristischen Austausch mit Schweden organisierte.
Erleichtert wurden die gemischt wirtschaftlich-ideellen Aktivitäten der ETK dadurch, dass Seppik mehrere Jahre lang Mitglied des Vorstands des Estnischen Esperanto-Bundes war.

## Esperanto-Übersetzer, -lektor und -autor
Bereits 1924 übersetzte Seppik mehrere Kurzgeschichten seines Landsmanns und Zeitgenossen Friedebert Tuglas, einer der bekanntesten Schriftsteller der estnischen Republik und ihr literarisches „Aushängeschild“. Seppik war einer der Übersetzer beispielhafter Literatur seines Landes für die Estonia antologio (Estnische Anthologie, erster Teil 1932) und Mitautor der Enciklopedio de Esperanto (Budapest 1933–1934).
Bedeutsam – auch international – und den Esperanto-Stil seiner Zeit prägend war seine Arbeit als Lektor. Praktisch alle wichtigen literarischen Übersetzungen aus dem Estnischen durchliefen seine sprachliche Kontrolle, insbesondere die Estnische Anthologie, das Nationalepos Kalevipoeg (Übersetzung Hilda Dresen), die Novellensammlung En fremda urbo („In einer fremden Stadt“) von Arvo Valton (Übersetzung Antonina Apollo) u. a.

## Lehr- und Wörterbücher, Grammatik
Seine beiden aus dem und für den Unterricht entstanden Lehrbücher „Esperanto für Anfänger“ und „Esperanto für Fortgeschrittene“ wurden aus dem Estnischen via Esperanto in die Sprachen seiner späteren Unterrichtsländer, d. h. ins Schwedische und Tschechische übersetzt bzw. an diese Sprachen angepasst.
Ein Jahr nach Entlassung aus zehnjähriger Haft im Stalinismus erschien 1957 sein „Kleines Wörterbuch Esperanto-Estnisch und Estnisch-Esperanto“. Sie geben den lexikalischen Stand vor dem Verbot des Esperanto in der Sowjetunion 1937 wider und wurden zwischenzeitlich durch aktuellere Wörterbücher von Jaan Ojalo 1973 und 1999 abgelöst.
Eine Renaissance hat dagegen seine Grammatik „Das gesamte Esperanto“ (1. Aufl. Budapest 1938, weitere im Kern unveränderte Aufl. 1971, 1984 und 1987) erfahren, obwohl es zahlreiche detaillierte und modernere Konkurrenzwerke auf Esperanto und in vielen Ethnosprachen gab und gibt. Selbst eine Yahoo-Gruppe beschäftigt sich heute mit ihr. Entstanden als dritte Stufe des Lehrmaterials für Fortgeschrittene und Kursleiter, zeichnet sich La tuta Esperanto aus durch seinen klassischen Stil, leichte Verständlichkeit und hohe Praxistauglichkeit, in die Lehrerfahrungen mit Schülern aus den drei Sprachgruppen finno-ugrisch, germanisch und slawisch eingeflossen sind. Das eigentlich Innovative der Sprachbeschreibung liegt jedoch im Perspektivenwechsel. Dominierten bisher Grammatiker, die am Modell und in den Kategorien der flektierenden Sprachen Latein und Altgriechisch geschult waren, erreichte mit der Arbeit Seppiks erstmals ein Vertreter einer agglutinierenden Sprache ohne „Deformierung“ durch eine klassische gymnasiale Ausbildung ein breites Publikum. Seine Ausführungen öffneten den Blick dafür, dass Esperanto trotz seiner vordergründig romanisch-germanischen Wortfasade in seiner Binnenstruktur den agglutinierenden Sprachen näher steht und seine Essenz durch die Kategorien der klassischen flektierenden Sprachen nur unzureichend beschrieben werden kann. Diese Erkenntnis wurde in der modernen Esperantologie durch Vergleiche zwischen dem Esperanto und agglutinierenden Sprachen wie dem Finnischen, Türkischen oder Japanischen zwischenzeitlich zum Gemeingut.

## Werke (Auswahl)
- 1932: Systematisk kurs i esperanto. Stockholm: Förlagsföreningen Esperanto. [Lehrbuch für Anfänger, schwedisch].
- 19..: Systematický kurs mezinárodniho jazyka esperanto [Lehrbuch für Anfänger, für das Tschechische adaptiert von Ladislav Krajc]
- 1936: Esperanto keele süstemaatiline kursus [Lehrbuch für Anfänger, estnisch]
- 1936: Högre kurs i esperanto. [Lehrbuch für Fortgeschrittene, schwedisch]
- 1938: La tuta Esperanto [Das gesamte Esperanto, Grammatik für Fortgeschrittene nebst Leitfaden für Kursleiter, auf Esperanto].
- 1957: Väike Esperanto-Eesti ja Eesti-Esperanto Sõnaraamat [Kleines Wörterbuch …]. Tallinn: Eesti Riiklik Kirjastus, 1957

## Sowjetische Besetzung
Nach der sowjetischen Besetzung Estlands wurde Seppik ins Innere Russlands deportiert. Er verbrachte die Jahre von 1947 bis 1956 im Gulag in der Republik Komi. 1956 konnte er in seine estnische Heimat zurückkehren. Er ließ sich in der Estnischen SSR als freiberuflicher Übersetzer nieder.
Neben seiner umfassenden Tätigkeit als Esperanto-Experte machte sich Seppik als Übersetzer vor allem aus den skandinavischen Sprachen ins Estnische einen Namen. Er übersetzte unter anderem Belletristik aus dem Norwegischen (Ibsen, Hamsun), Isländischen (Laxness), Dänischen (Andersen Nexø), Schwedischen (Strindberg) sowie dem Russischen (Gogol). 1982 wurde ihm der renommierte Juhan Smuul Preis für Literatur verliehen.